# Mercure (chimie)
Cet article concerne l'élément chimique, le corps simple et les composés correspondants. Pour les autres significations, voir Mercure.
Le mercure est l'élément chimique de numéro atomique 80, de symbole Hg. Le corps simple mercure est un métal, liquide et peu visqueux dans les conditions normales de température et de pression, dit vif-argent jusqu'au début du XIXe siècle.
Le mercure (métallique) a longtemps été utilisé dans divers médicaments, dans les thermomètres et les batteries, avant d'être interdit (en France en 1999) car trop toxique. En 2021, il serait encore dans le monde la cause de 250 000 cas de déficience intellectuelle par an, principalement par ingestion de produits de la mer. Le mercure est hautement toxique pour le système nerveux, immunitaire, les reins et d'autres organes, causant une intoxication dite « hydrargisme » ,,,.

## Généralités
Le mercure est un élément du groupe 12 et de la période 6. Stricto sensu, c'est un métal pauvre, qui ne répond pas à la définition des éléments de transition par l'Union internationale de chimie pure et appliquée (IUPAC) ; en pratique cependant, il est très souvent assimilé aux métaux de transition dans les manuels et de très nombreux ouvrages. Le groupe 12 est également appelé « groupe du zinc », ou groupe IIB, et comprend, par numéro atomique croissant, 30Zn, 48Cd et 80Hg, éléments caractérisés par deux électrons sur la sous-couche s au-delà d'une sous-couche d complète. La configuration électronique du mercure est [Xe] 4f14 5d10 6s2. Dans ce groupe ordonné, la réactivité décroît, le caractère noble et/ou covalent est plus marqué. Le corps simple mercure presque noble peut être mis à part.
Le corps simple mercure est un métal argenté brillant, le seul se présentant sous forme liquide dans les conditions normales de température et de pression sans phénomène de surfusion, conditions dans lesquelles il possède une tension de vapeur non négligeable car au-delà, il se vaporise assez aisément.
Le mercure apparaît comme un puissant neurotoxique et reprotoxique sous ses formes organométalliques (monométhylmercure et diméthylmercure), de sels (calomel, cinabre, etc.) et sous sa forme liquide en elle-même. L'intoxication au mercure est appelée « hydrargisme » (voir également Maladie de Minamata). On le soupçonne également d'être une des causes de la maladie d'Alzheimer, du syndrome de fatigue chronique, de la fibromyalgie et d'autres maladies chroniques. En 2009, le Conseil d’administration du Programme des Nations unies pour l'environnement (PNUE) a décidé d’élaborer un instrument juridiquement contraignant sur le mercure, sous forme de traité international ; le Comité de négociation intergouvernemental chargé d'élaborer cet instrument juridique s'est réuni en janvier 2011 au Japon puis à Nairobi fin octobre 2011(INC3, pour Intergovernmental Negotiating committee),.

## Étymologie
Jusqu'au XIXe siècle, deux termes synonymes, vif-argent et mercure, furent employés concurremment avant que la normalisation de la nomenclature chimique n'impose le dernier à partir de 1787.
Le symbole du mercure, Hg, fait référence à son nom latin, hydrargyrum.

### Ancienne dénomination: vif-argent
Le nom en ancien et moyen français de ce corps chimique, liquide dense et remarquablement mobile est le vif-argent.
Le mercure se trouve dans la nature essentiellement sous forme d'un minerai de sulfure de mercure (α-HgS), nommé cinabre. On en tire une poudre de couleur rouge vermillon qui a été utilisée comme pigment pour la confection de céramiques, de fresques murales, de tatouages et lors de cérémonies religieuses. Les plus anciennes attestations archéologiques se trouvent en Turquie (Çatalhöyük, -7000, -8000), en Espagne (mine Casa Montero et tombes de La Pijota et de Montelirio, -5300) puis en Chine (culture Yangshao -4000, -3500).
En Grèce, Théophraste (-371, -288) a écrit le premier ouvrage savant sur les minéraux, De lapidus, dans lequel il décrit l'extraction du cinabre (κιννάϐαρι / kinnábari) par des lavages successifs et la production de vif-argent (χυτόν ἄργυρον / chytón árgyron) en broyant avec un pilon d’airain le cinabre avec du vinaigre. Au premier siècle, Dioscoride décrit la technique de calcination d'une cuillerée de cinabre placée sous un récipient sur lequel se dépose la vapeur de mercure (De materia medica, V, 95)., qui écrit en grec ancien, nomme le mercure ainsi obtenu ὑδράργυρος / hydrárgyros, « argent liquide » en raison de son aspect.
À la même époque, le Romain Pline décrit la même technique de sublimation du minerai pour obtenir de l'hydrargyrus (terme latin dérivé du grec ancien), expression qui en français deviendra hydrargyre. En 1813-1814, Berzelius choisira le symbole chimique Hg, sigle composé de l'initiale des deux morphèmes Hydrar et Gyrus pour désigner l'élément mercure. Pline distingue l'hydrargyrus de la forme native du métal qu'il nomme vicem argenti qui en français donnera vif-argent (Pline, H.N., XXXIII, 123,). En français, le terme « vif-argent » apparaît dans une chanson de geste mise par écrit vers 1160, le Charroi de Nîmes. Cette appellation est utilisée jusqu'au début du XIXe siècle.

### La nouvelle dénomination: mercure
Dès l'Antiquité, les philosophes néoplatoniciens et astrologues gréco-romains ont associé les sept métaux aux couleurs, aux divinités et aux astres : l'or au Soleil, l'argent à la Lune, le cuivre à Vénus, le fer à Mars, etc. Après la découverte de la technique d'extraction du vif-argent, ils attribuèrent ce métal extravagant, mi-liquide mi-solide, à l'androgyne Mercure.
Les alchimistes européens du XIIIe siècle utilisent concurremment les deux appellations en latin. Le Pseudo-Geber, dans son ouvrage Summa perfectionis, parle de argento vivo ou Mercurio. Ce double usage se perpétuera chez les chimistes des siècles suivants jusqu'à la grande réforme de la nomenclature proposée par Guyton de Morveau, Lavoisier et al. dans leur Méthode de nomenclature chimique de 1787. Ils choisiront mercure, un terme simple (non composé sur le plan morphologique) associé à un corps simple (non décomposable sur le plan chimique).

## Isotopes
Le mercure a 40 isotopes connus, dont plusieurs isotopes stables éventuellement utilisables pour des analyses isotopiques ou un traçage isotopique.
Il a aussi des isotopes radioactifs instables (31 de ses 40 isotopes, dont seulement 4 ont une période supérieure à la journée). Seul le 203Hg a, selon l'IRSN, des applications pratiques comme traceur isotopique. 
Le mercure 203 (203Hg) est produit par les centrales nucléaires ou le retraitement des déchets nucléaires ; il est recherché et dosé par spectrométrie gamma. Sa période radioactive est de 46,59 jours, pour une activité massique de 5,11 × 1014 Bq.g−1. Son émission principale par désintégration est de 491 keV (avec 100 % de rendement d’émission) (Nuclides 2000, 1999).
Le mercure radioactif a été évalué dans les effluents gazeux de l'usine de La Hague (de 1966 à 1979) à 2 MBq.an−1 à 4 GBq.an−1). On l'a aussi dosé dans l'atmosphère de réacteurs de recherche au CEA.
Selon l'IRSN, « les rejets de radioisotopes de mercure ne conduisent pas à leur détection dans l’environnement ». Faute de données concernant la cinétique et les effets du 203Hg dans l’environnement, on estime généralement qu'il se comporte comme le mercure élémentaire stable (sachant que du mercure élémentaire stable a été très utilisé par l'industrie nucléaire, en particulier pour la production d’armes nucléaires, notamment des années 1950 à 1963 aux États-Unis, où on le retrouve dans les sols et les eaux qu'il a pollués).

## Occurrence en géochimie, minerai, métallurgie, récupération du mercure métal
Le mercure est un élément assez rare : son clarke est compris entre 0,05 et 0,08 g/t.
On trouve le mercure sous forme d'un corps simple comme le mercure natif, d'ions et de composés à l'état oxydé, plus fréquemment sous forme de sulfures, tels que le sulfure de mercure (HgS) de couleur rouge vermillon, nommé cinabre en minéralogie, et plus rarement sous forme d'oxydes ou de chlorures. Le cinabre est son principal minerai.
Du mercure est naturellement présent dans l'environnement, mais essentiellement dans les roches du sous-sol. Les principales sources naturelles d'émission dans l'environnement en sont les volcans puis les activités industrielles.
Aujourd'hui, une grande partie du mercure utilisé légalement (ou illégalement pour l'orpaillage illégal) provient de la récupération de mercure interdit pour certains usages, ou d'une production secondaire (condensats de grillages de minerais complexes dont ceux du zinc) (blende ou sphalérite). En Europe, Avilés (Asturies, en Espagne), est une des grandes zones productrices, avec une production annuelle de plusieurs centaines de flacons par an (l'industrie du mercure nomme flacon un container d'acier contenant 34,5 kg de mercure).

## Propriétés physiques et chimiques, préparation du corps simple, alliages

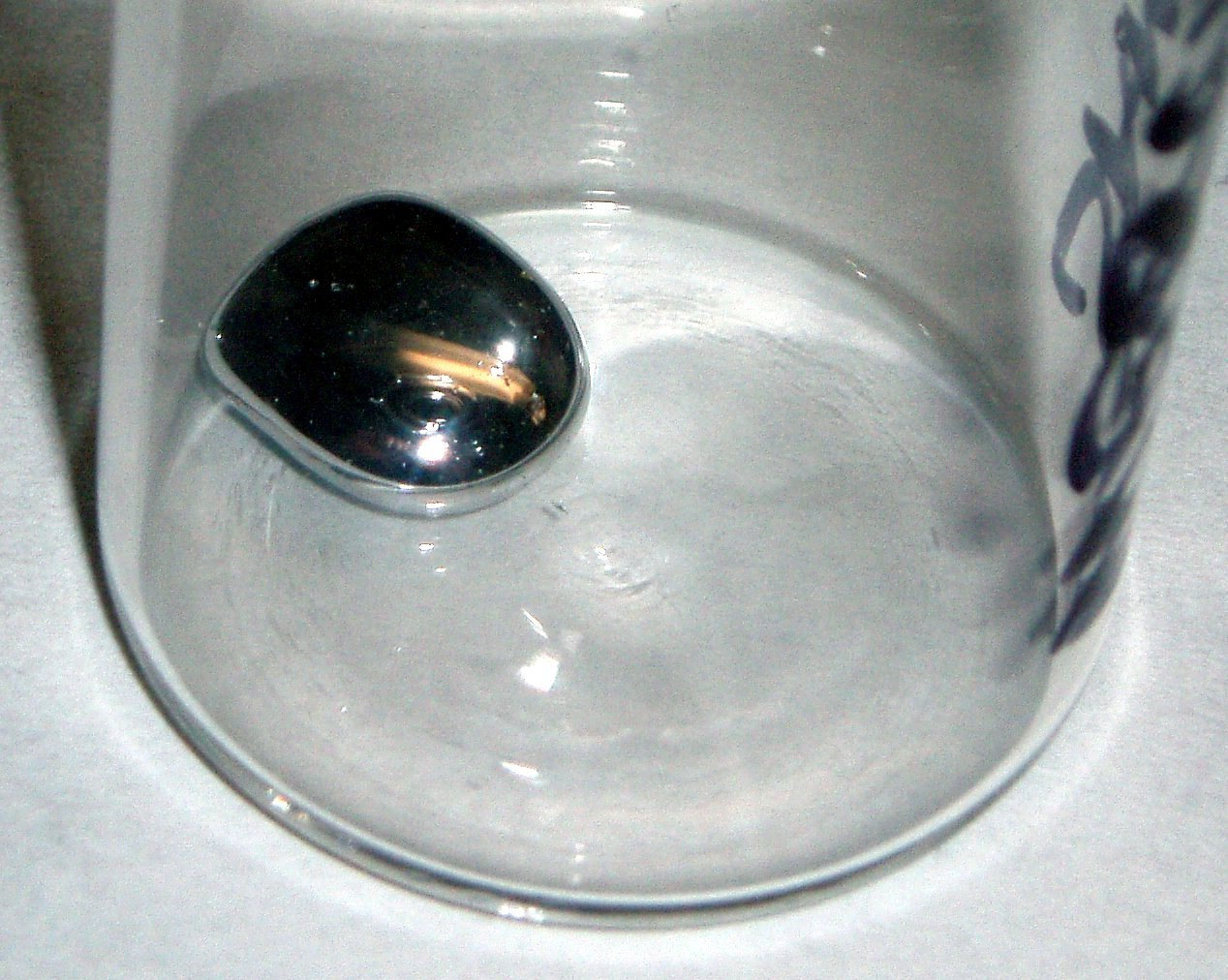
Goutte de mercure dans un bécher.

Le corps simple mercure est un métal blanc et très brillant, liquide à température ambiante. Ce liquide, très mobile (faible viscosité) et très dense (masse volumique : 13,6 g/cm3), se solidifie à −39 °C.

### Propriétés physiques et chimiques du corps simple Hg
Sous les conditions normales de température et de pression, c'est le seul métal à l'état liquide sans phénomène de surfusion (le seul autre corps simple à l'état liquide dans des conditions atmosphériques de pression et de température est le brome, un halogène). Notons également qu'il s'agit du seul métal dont la température d'ébullition est inférieure à 650 °C. Le point triple du mercure, à −38,834 4 °C, est un point fixe de l'échelle internationale des températures (ITS-90).
Les vapeurs de mercure sont nocives. Le mercure est le seul élément en dehors des gaz rares à exister sous forme de vapeur monoatomique. Une bonne approximation de la pression de vapeur saturante p* du mercure est donnée en kilopascals par les formules suivantes :
- {\displaystyle \log p^{\star }=7{,}149-{\frac {3212{,}5}{T}}} entre 273 et 423 K ;
- {\displaystyle \log p^{\star }=7{,}003-0{,}000197\,(T-273)-{\frac {3141{,}33}{T}}} entre 423 et 673 K.

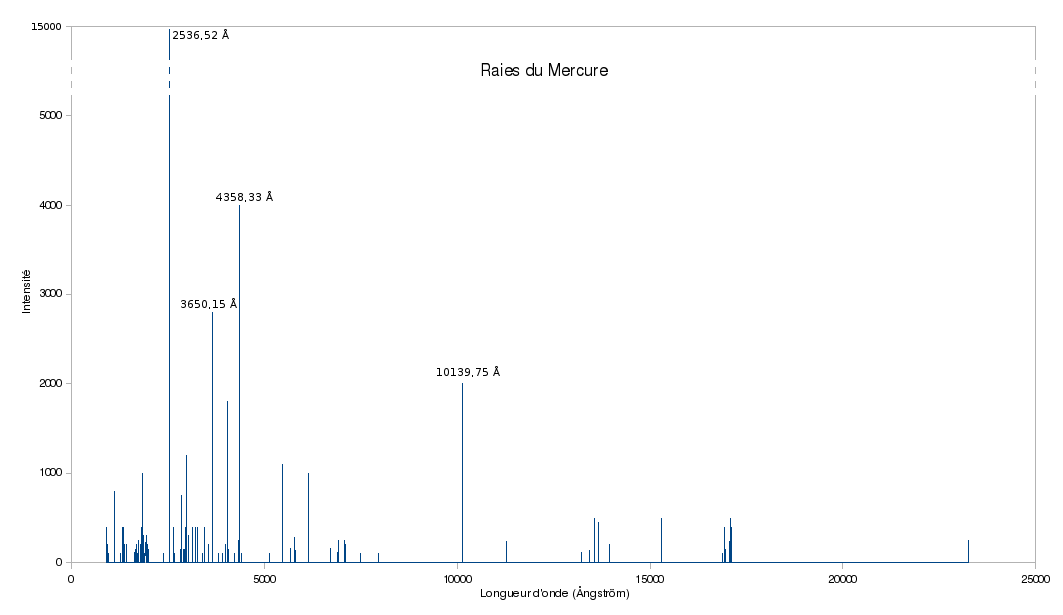
Raies d'émission.

Le mercure n'est pas soluble dans les acides aqueux, en particulier les acides oxydants.

### Amalgames
Le mercure forme facilement des alliages avec presque tous les métaux communs à l'exception du fer, du nickel et du cobalt. L'alliage est également difficile avec le cuivre, le platine et l'antimoine.
Ces alliages sont communément appelés amalgames. Cette propriété du mercure a de nombreux usages.

### Stockage
Le mercure dit « vierge » (pur à 99,9 %) réagit avec de nombreux métaux en les dissolvant, voire en produisant une flamme ou en dégageant une forte chaleur (s'il s'agit de métaux alcalins).
Certains métaux résistent mieux à la dissolution et à l'amalgamation, ce sont le vanadium, le fer, le niobium, le molybdène, le tantale et le tungstène. Le mercure peut aussi attaquer les plastiques en formant des composés organomercuriels. En outre, il est très lourd.
Il doit donc être manipulé avec soin, et stocké avec certaines précautions ; généralement dans de solides contenants spéciaux (dits flasques ou flacons) de fer ou d'acier. Les petites quantités sont parfois stockées dans des flacons spéciaux de verre, protégées par une coque de plastique ou de métal.
Le mercure très pur (dit « mercure électronique » ; pur à 99,99999 %) doit obligatoirement être conditionné en ampoules scellées de verre blanc neutre dit « de chimie ».

## Chimie du mercure, propriétés physiques et chimiques des corps composés et complexes
Dans le groupe du zinc, le mercure se distingue par une certaine noblesse ou inertie chimique. L'ionisation est peu notable et plus rare. Les sels de mercure sont souvent anhydres.

### Chimie du mercure
Le mercure existe à divers degrés d'oxydation :
- 0 (mercure métallique) ;
- I (ion mercureux Hg22+, Hg2SO4) ;
- II (ion mercurique Hg2+, HgO, HgSO3, HgI+, HgI2, HgI3−, HgI42−).

Le mercure métallique n'est pas oxydé à l'air sec. Cependant, en présence d'humidité, le mercure subit une oxydation. Les oxydes formés sont Hg2O à température ambiante, HgO entre 573 K (300 °C) et 749 K (476 °C). L'acide chlorhydrique (HCl) et l'acide sulfurique (H2SO4) dilué n'attaquent pas le mercure élémentaire. En revanche, l'action de l'acide nitrique (HNO3) sur le mercure Hg produit HgNO3. L'eau régale attaque également le mercure : du mercure corrosif HgCl2 est alors produit.

### Combinaison du mercure avec le soufre: sulfures de mercure, mercaptans
Le mercure tend à former des liaisons covalentes avec les composés soufrés. D'ailleurs, les thiols (composés comportant un groupe -SH lié à un atome de carbone C) étaient autrefois nommés mercaptans, du latin « mercurius captans ». Cette affinité entre le mercure et le soufre peut s'expliquer dans le cadre du principe HSAB car, par exemple, le méthylmercure est un acide très mou, de même que les composés soufrés sont des bases très « molles ».

## Utilisations et applications du corps simple, des alliages et des composés
Des composés mercuriques servent comme fongicides et bactéricides, notamment le Thiomersal médiatisé pour sa présence dans les vaccins ou le Panogen qui avait été par hypothèse, incriminé dans l'affaire du pain maudit de Pont-Saint-Esprit.
La synthèse du chlore en Europe passe souvent par l'utilisation de cellules à cathode de mercure.
En santé/médecine :
- Les produits organo-mercuriels : mercurochrome, Mercryl Laurylé[34]. Le mercurochrome ou merbromine, qui est un antiseptique, contient du mercure. Ce produit, depuis 2006, n'est plus commercialisé en France et aux États-Unis.
- Le mercure entre dans la composition des amalgames dentaires (couramment appelés plombages bien que ne contenant pas de plomb), dans une proportion variant entre 45 et 50 % du poids.
- Jusqu'au début du XXe siècle, le mercure était utilisé dans le traitement de la syphilis.

Certaines piles contiennent du mercure. Les piles salines et alcalines ont longtemps contenu du mercure à hauteur de 0,6 % pour les piles salines, 0,025 % pour les autres. Quant aux piles boutons au mercure, elles mettent en jeu les couples Zn2+/Zn et Hg2+/Hg, selon la réaction :Zn + HgO + H2O + 2 KOH → Hg + [Zn(OH)4]K2
On notera que le mercure est initialement sous forme d'oxyde. Pour les piles de « type bouton » répondant à ce modèle, 1/3 du poids de la pile est dû au mercure. Dans leur grande majorité cependant, les piles boutons utilisent de l'oxyde d'argent à la place de l'oxyde de mercure ; elles contiennent alors entre 0,5 et 1 % de mercure.
Le mercure est utilisé dans les lampes à mercure et à iodure métallique sous haute pression à la forme atome. Les lampes fluorescentes à vapeur de mercure contiennent environ 15 mg de mercure gazeux. La réglementation RoHS impose depuis 2005 une quantité maximale de 5 mg. En 2009, plusieurs fabricants ont réussi à abaisser la quantité à 2 mg.
Le mercure a longtemps été utilisé comme fluide dans les thermomètres du fait de sa capacité à se dilater avec la température. Cet usage a été abandonné, et les thermomètres à mercure interdits du fait de la toxicité du mercure.
Le mercure est utilisé dans les contacts des détecteurs de niveau (poire de niveau) dans les fosses qui ont une pompe de relevage ou une alarme de niveau (~4 g de mercure par contact).
Le mercure est utilisé dans les systèmes rotatifs des lentilles de phares permettant l'absence de frottement et la grande régularité du mouvement de rotation de ces systèmes sur leurs socles tout en permettant l'alimentation électrique (deux cuves concentriques).
Le mercure est utilisé dans certaines mines artisanales. Il est couramment utilisé dans l'orpaillage afin d'amalgamer l'or et de l'extraire plus aisément.
Le mercure est encore présent en septembre 2015 dans certains tensiomètres utilisés dans les cabinets médicaux.
Les qualités du mercure pour la chimie nucléaire et les instruments de mesure en font l'une des huit matières premières stratégiques considérées comme indispensables en temps de guerre comme en temps de paix.
- Des composés à base de mercure ont été et sont encore utilisés pour le traitement des semences.
- Les amalgames dentaires (plombages) sont composés d'environ 50 % de mercure.
- Le mercure est utilisé en homéopathie (mercurius solubilis).
- Le mercure est encore utilisé dans la fabrication de thermostat à basse tension, comme conducteur.
- La vapeur de mercure est utilisée dans la fabrication de lampes fluorescentes, comme conducteur.

## Aspects environnementaux: données sur la toxicité et les pollutions de ce métal lourd
Ce métal, parmi les plus toxiques est très mobile dans l'environnement car volatil à température ambiante (y compris à partir de l'eau ou de sols pollués). Il s'intègre facilement dans la matière organique et les processus métaboliques (sous forme méthylée). Certaines sources (naturelles ou anthropiques) de mercure peuvent être – dans une certaine mesure – tracées par des analyses isotopiques. On cherche des solutions permettant de mieux et plus durablement le solidifier et/ou l'inerter.

### Toxicologie
Contrairement aux oligo-éléments, le mercure est toxique et écotoxique quelle que soit sa dose, sous toutes ses formes organiques et pour tous ses états chimiques.
Il est bioaccumulable ; Björkman & al. (2007) ont trouvé des taux sanguins médians de mercure inorganique de 1,0 μg/L et de  MeHg (Hg total moins mercure inorganique) de 2,2 et ; et dans le cortex du lobe occipital ces taux étaient respectivement de 5 et 4 μg/kg, respectivement. Ils ont observé une corrélation significative entre le MeHg sanguin et du cortex occipital. Le Hg total des ongles d'orteils était également corrélé au MeHg dans le sang et le lobe occipital. Les auteurs observent qu'au moment de la mort, les taux de mercure inorganique(I-Hg) retrouvé dans le sang et dans le cortex occipital, ainsi que ceux de « mercure total » dans l'hypophyse et la thyroïde étaient fortement associés à la surface d'amalgame dentaire dans la bouche au moment du décès.
Sa toxicité dépend notamment de son degré d'oxydation.
- Au degré 0, il est très toxique sous forme de vapeur ;
- Les ions de mercure II sont bien plus toxiques que les ions de mercure I.

#### Mercure métallique solide
Une fois ingéré, cette forme du mercure est faiblement absorbée dans le tractus gastro-intestinal (moins de 10 % y sont absorbés, sauf si du mercure pénètre et stagne dans l'appendice où il pourra être source de méthylmercure). Une fois dans le sang, il passe cependant dans le cerveau et le fœtus. Dans le corps, le mercure métallique est oxydé en mercure mercurique, qui se lie aux groupes sulfhydryle réduits qui cible le rein.

#### Mercure métallique vapeur
Inhalées, environ 70 à 80 % de ces vapeurs de mercure métallique sont retenues et absorbées via les voies respiratoires et le système sanguin (la vapeur de mercure se solubilise facilement dans le plasma, le sang et l’hémoglobine) ; Ainsi transporté, le mercure est ensuite capté par les reins, le cerveau et le système nerveux. Chez la femme enceinte, il traverse facilement le placenta et atteint le fœtus. Après la naissance un risque perdure puisque le lait maternel humain est aussi contaminé. L'exposition intense aux vapeurs de mercure métallique induit des lésions pulmonaires, alors que l'ingestion d'une quantité suffisante de mercure mercurique conduit à une nécrose tubulaire gastro-intestinale et rénale . L'exposition chronique au mercure métallique induit une encéphalopathie et des lésions rénales ; l'exposition chronique au mercure mercurique provoque des lésions tubulaires rénales. Une glomérulonéphrite d'origine immunologique peut aussi survenir.

#### Chlorure mercurique
Chez le rat, il peut provoquer une immunosuppression, mais il a été montré que son effet de dépression immunitaire varie considérablement selon les souches de rongeurs.
Le mercure inorganique est une cause de dermatite de contact allergique.
Certains composés du sélénium affectent la cinétique des composés inorganiques et du méthylmercure et ont un effet protecteur contre leur toxicité.

#### Méthylmercure
Des bactéries (du sédiment ou de l'intestin) convertissent une partie du mercure dissous, essentiellement en monométhylmercure HgCH3.
- Sous cette forme, le mercure est très neurotoxique et bio-accumulable. Même à faible dose, il a un effet cytotoxique sur les cellules souches du système nerveux central (de même que de faibles doses de plomb ou de paraquat)[43]. Selon l'IARC (1997) : « les composés de méthylmercure induisent des effets néfastes sur le développement humain - notamment la microcéphalie et les déficits du développement neurologique. Des effets similaires ont été démontrés chez de nombreuses espèces de laboratoire. Le conceptus semble être plus sensible que l'organisme maternel. Les niveaux de dose des composés de méthylmercure qui affectent la reproduction et le développement sont généralement inférieurs à ceux du mercure inorganique et affectent un plus large éventail de paramètres »[41].
- Il se concentre surtout dans la chaîne alimentaire aquatique ; la consommation de fruits de mer (filtreurs comme les moules) et de poissons prédateurs (thon, marlin, espadon, requin, etc.) représente une source majeure d'exposition et de risque pour l'homme, en particulier pour les enfants et les femmes enceintes[44].
- Le système nerveux est le principal organe cible des composés de méthylmercure, mais il existe des différences interspécifiques; chez certaines espèces, il y a aussi des effets sur les reins[41].

Pour toutes ces raisons, l'usage du mercure est réglementé, et beaucoup de ses anciens usages sont peu à peu interdits, dont dans l'Union européenne où depuis les années 2000 des directives limitent de plus en plus la vente d'objets en contenant. Exemple : La France interdit la vente des thermomètres au mercure depuis 1998 et leur utilisation dans les établissements de santé depuis 1999.
Les amalgames dentaires à base de mercure sont devenus (en moyenne pour la population générale) la première source d'exposition au mercure dans les pays développés. Après 20 ans, un amalgame ne contient plus que 5 % de sa masse initiale de mercure[réf. nécessaire].
Le mercure mercurique est éliminé via les ongles et les cheveux, mais surtout via les urines et les fèces (mais aussi via le lait chez la femme allaitante).
Les composés inorganiques du mercure ont deux temps de demi-vie : l'un se compte en jours ou semaines et l'autre en années ou décennies. « Chez l'homme, les composés de méthylmercure ont une seule demi-vie biologique d'environ deux mois ». Les taux de mercure dans l'urine, du sang et du plasma sont des indicateurs utiles (mais incomplets) pour la surveillance biologique « Les concentrations dans le sang et les cheveux sont utiles pour surveiller l'exposition aux composés de méthylmercure ».

### Imprégnation des populations humaines
Elle est très élevée dans les régions d'orpaillage (Guyane et Suriname notamment) et dans certaines régions industrielles.
En 2018 en France le « Volet périnatal » du programme national de biosurveillance a publié une évaluation de l'imprégnation des femmes enceintes dont pour le mercure (et 12 autres métaux ou métalloïdes ainsi que quelques polluants organiques). Ce travail a été fait par dosage du mercure dans les cheveux maternels de 1 799 femmes enceintes (« Cohorte Elfe »), dosage qui révèle principalement le mercure organique, issu du mercure chroniquement ingéré ou inhalé. Ce panel ne comprenait que des femmes ayant accouché en France en 2011 hors Corse et TOM). Le dosage capillaire de ces 1 799 femmes entrantes en maternité a confirmé une légère baisse par rapport aux études françaises précédentes ; La moyenne géométrique était de 0,4 μg de mercure par gramme de cheveux. Moins de 1 % des femmes du panel étudié présentait plus de 2,5 μg de mercure par gramme de cheveux (seuil établi par le JECFA pour les femmes enceintes), cependant ce taux est significativement supérieur à celui relevé au même moment (entre 2011 et 2012) ailleurs, notamment en Europe centrale et de l’Est, et même aux États-Unis où les taux de mercure sont connus pour être souvent problématiques. Un tel écart entre la France et les autres pays avait déjà été observé en 2007 : tout comme pour l'arsenic, ce mercure supplémentaire pourrait provenir d'une consommation plus importante en France de fruits de mer, ce que semble confirmer le fait qu'une consommation plus élevée de produits de la mer (en cohérence avec la littérature scientifique) était associée à un taux de mercure capillaire plus élevé chez la femme enceinte.

### Mercure et orpaillage
En 1997, une étude a été menée par l'Institut de veille sanitaire sur l'exposition alimentaire au mercure de 165 Amérindiens Wayana vivant sur les bords du fleuve Maroni en Guyane dans les quatre villages wayanas les plus importants (Kayodé, Twenké, Taluhen et Antécume-Pata) ; des dosages de mercure total ont été pratiqués pour 235 habitants de villages environnants ainsi que des relevés anthropométriques de 264 autres individus. On a constaté que certains poissons contenaient jusqu'à 1,62 mg/kg. Plus de 50 % de la population de l'échantillon dépassait la valeur sanguine recommandée par l'OMS de 10 µg/g de mercure total dans les cheveux (11,4 µg/g en moyenne, à comparer à un taux de référence égale à 2 µg/g). De plus, environ 90 % du mercure était sous forme organique, la plus toxique et bio-assimilable. Les teneurs étaient élevées pour toutes les tranches d'âge, un peu moindres chez les enfants de moins d'un an, mais ils sont beaucoup plus sensibles.
L'exposition était la plus élevée dans la communauté de Kayodé où s'exerçaient au moment des prélèvements des activités d'orpaillage. Pour 242 personnes prélevées dans le Haut-Maroni, 14,5 % dépassaient la valeur limite de 0,5 mg/kg. Depuis, l'exploitation de l'or s'est fortement développée. Les indiens Wayana sont donc exposés au mercure très au-delà de l'apport quotidien habituel (environ 2,4 µg de méthylmercure et 6,7 µg de mercure total), mais aussi bien au-delà de la dose tolérable hebdomadaire recommandée (300 µg de mercure total avec un maximum de 200 µg de méthylmercure, soit environ 30 µg/j par l'OMS à l'époque). Les adultes consomment de 40 à 60 µg de mercure total/jour, les personnes âgées de l'ordre de 30 µg/j.
Les jeunes enfants en ingèrent environ 3 µg/j (dont via l'allaitement), ceux de 1 à 3 ans en ingèrent environ 7 µg/j, ceux de 3 à 6 ans environ 15 µg/j et ceux de 10 à 15 ans de 28 à 40 µg/j.
Ces doses sont sous-estimées car elles ne prennent pas en compte l'apport par les gibiers, l'air et l'eau.
Des taux équivalents à ceux mesurés au Japon à Minamata au moment de la catastrophe sont détectés en Guyane. L'AFSSE a poursuivi ce travail.
Le mercure est responsable de maladies professionnelles chez les travailleurs l'utilisant — voir Mercure (maladie professionnelle). Il est responsable chez l'homme de maladies telles que l'érythème mercuriel.

### Écotoxicité

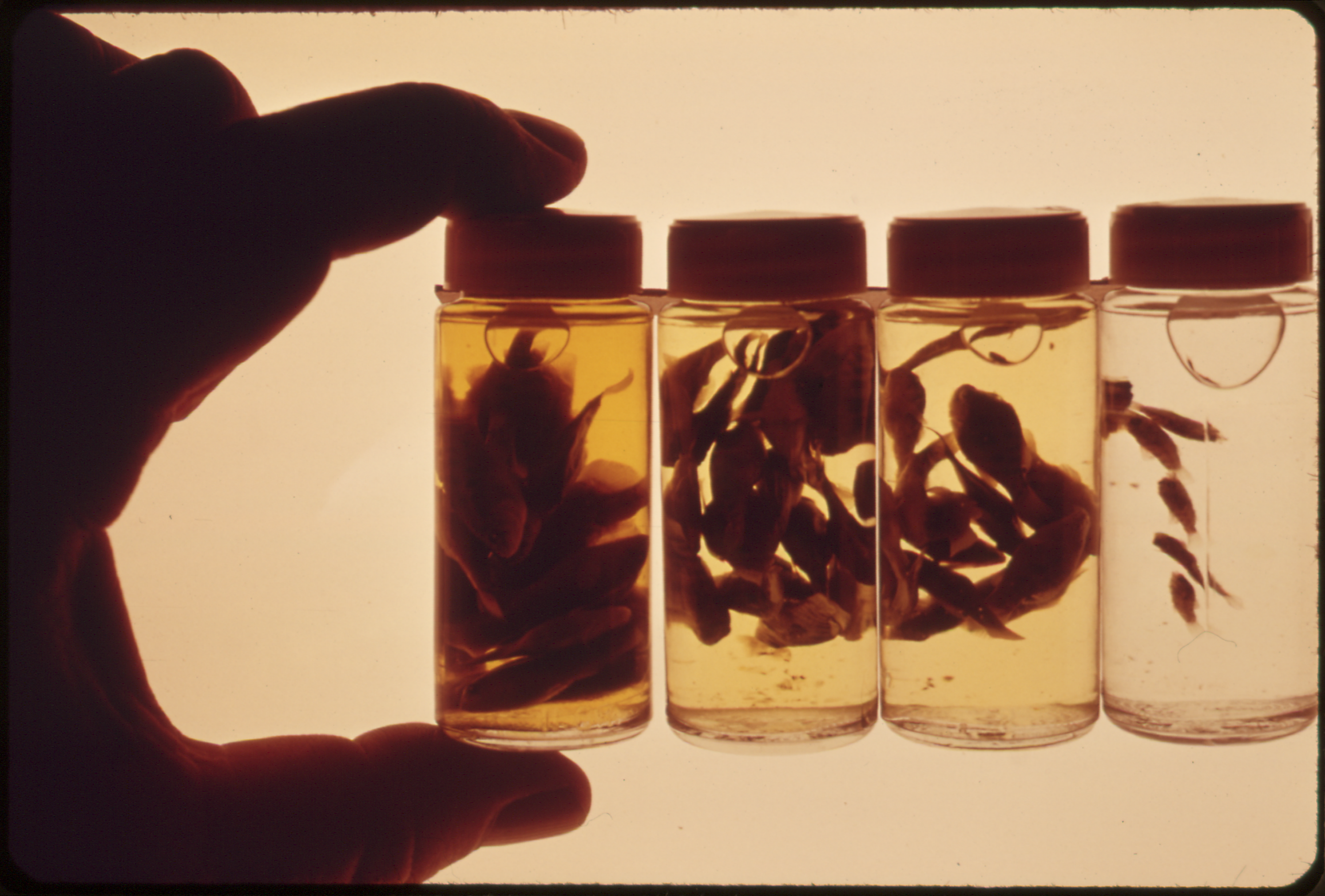
Reprotoxicité : Quatre lots de larves de Jordanella ont été élevés (un mois, dans une eau normale pour le premier lot, et dans une eau contenant des traces de mercure (avec respectivement 0,6 1,26 et 2.5 ppm de méthylmercure pour les 3 flacons de droite). Plus il y a de mercure, moins les larves ont survécu.

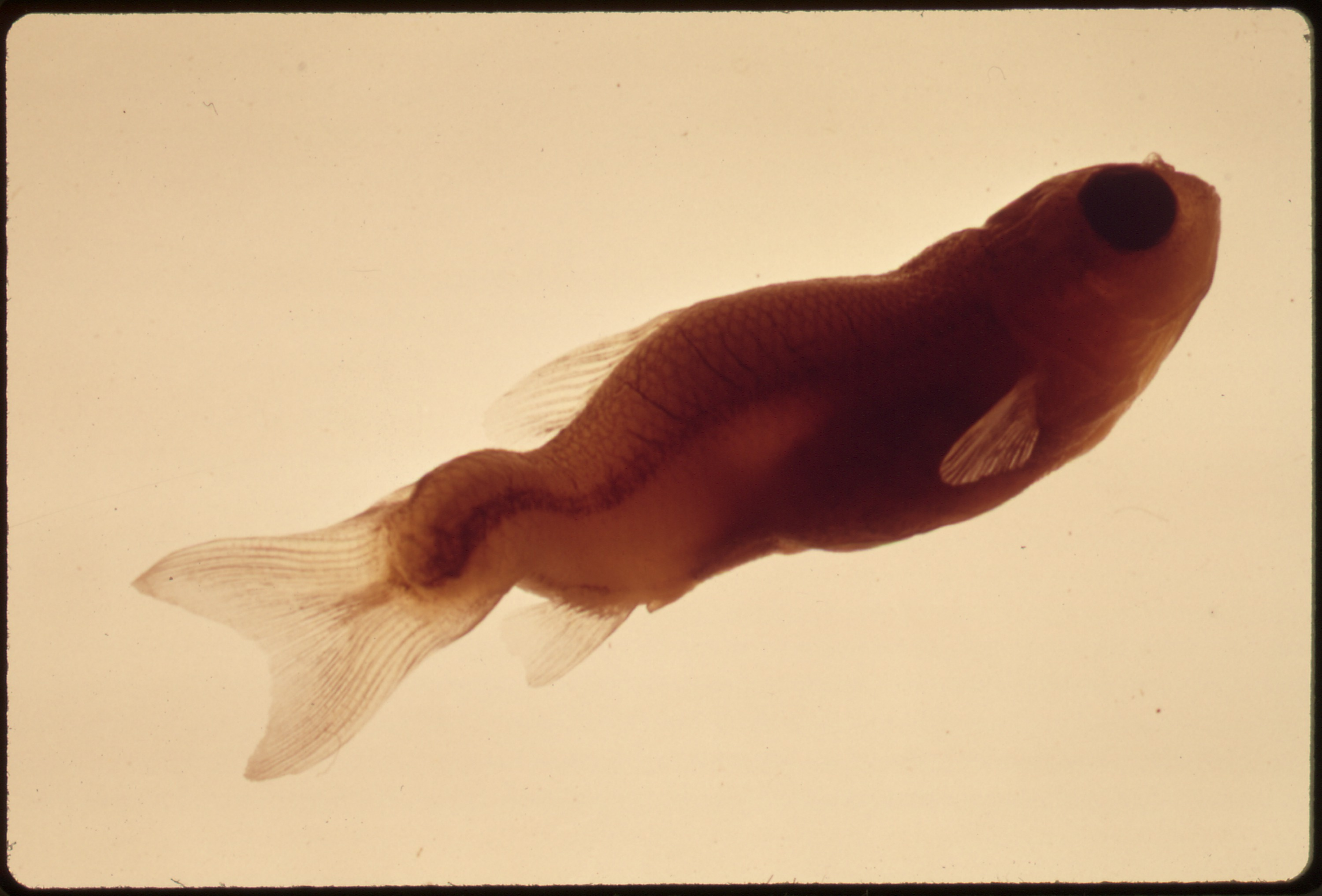
L'un des effets du mercure méthylé (très bioassimilable) sur le développement embryonnaire est une malformation congénitale (ici sur un jeune poisson Jordanella)

Le mercure est toxique pour toutes les espèces vivantes connues. Quelques-uns des impacts démontrés sur la vie sauvage sont :
- Inhibition de la croissance d'organismes unicellulaires (algues, bactéries, champignons ; l’ancien mercurochrome était un biocide efficace pour cette raison, le mercurochrome actuel ne contient plus de mercure).
Inhibition de croissance chez la truite arc-en-ciel (avec en outre une surmortalité des embryons et larves) .
- Reprotoxicité : moindre succès reproductif, et pontes inhibées chez le poisson-zèbre et bien d’autres espèces.
Délétion de la spermatogenèse (étudiée par exemple chez le Guppie). 
Élévation de la mortalité embryo-larvaire (étudiée par exemple chez les amphibiens).
- Moindre succès de reproduction chez les oiseaux (couvées plus petites et moindre survie des canetons chez les oiseaux d'eau vivant en milieux pollués par le mercure).
- Perturbation endocrinienne : le mercure interagit négativement avec une hormone essentielle, la dopamine, mais plus ou moins selon le niveau de contamination, et la durée d'exposition et probablement d'autres facteurs encore mal compris (ainsi, le poisson Pimephales promelas exposé 10 jours (1,69 à 13,57 % g HgCl2/L) capture moins bien et moins vite sa nourriture, mais sans modifications du taux d'hormones telles que norépinephrine, sérotonine et dopamine, alors que chez d'autres espèces des modifications sont observées[51].
- Perturbation enzymatique (également observée en cas d'exposition au plomb et cadmium chez diverses espèces dont mollusques…) : protéase, amylase ou lipase inhibées[52]. Il a été montré que chez une même espèce, il peut exister des prédispositions génétiques (génotypes) rendant plus vulnérable encore au mercure (ex. : chez Gambusia holbrooki)[53].
- Effets synergiques : ils varient selon les espèces et les composés en cause. Par exemple chez la moule Mytilus edulis un cofacteur exacerbe la bioaccumulation de certains toxiques (comme le sélénium[54]), mais il semble inversement réduire l'absorption du cadmium chez cette même moule quand elle est expérimentalement exposée au mercure et au cadmium à la fois[55].

### Quantités émises et géologiquement réabsorbées («budget global du mercure»)

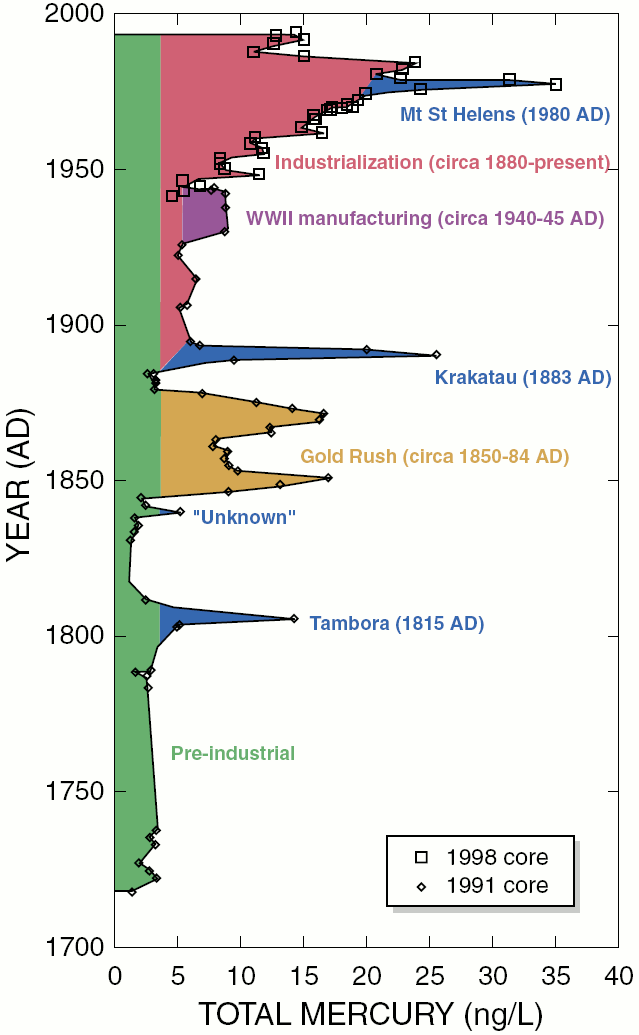
Dépôts de mercure atmosphérique dans les carottes de glace prélevées dans le haut du glacier de Fremont (Wyoming, États-Unis). Chaque « pic de déposition » (depuis 270 ans) correspond à un événement volcanique et/ou anthropique. Le taux pré-industriel de dépôt peut être extrapolé à 4 ng/L (en vert). On note dans cette région une forte augmentation au XXe siècle (en rouge) et une relative et récente mais significative diminution (15-20 dernières années)

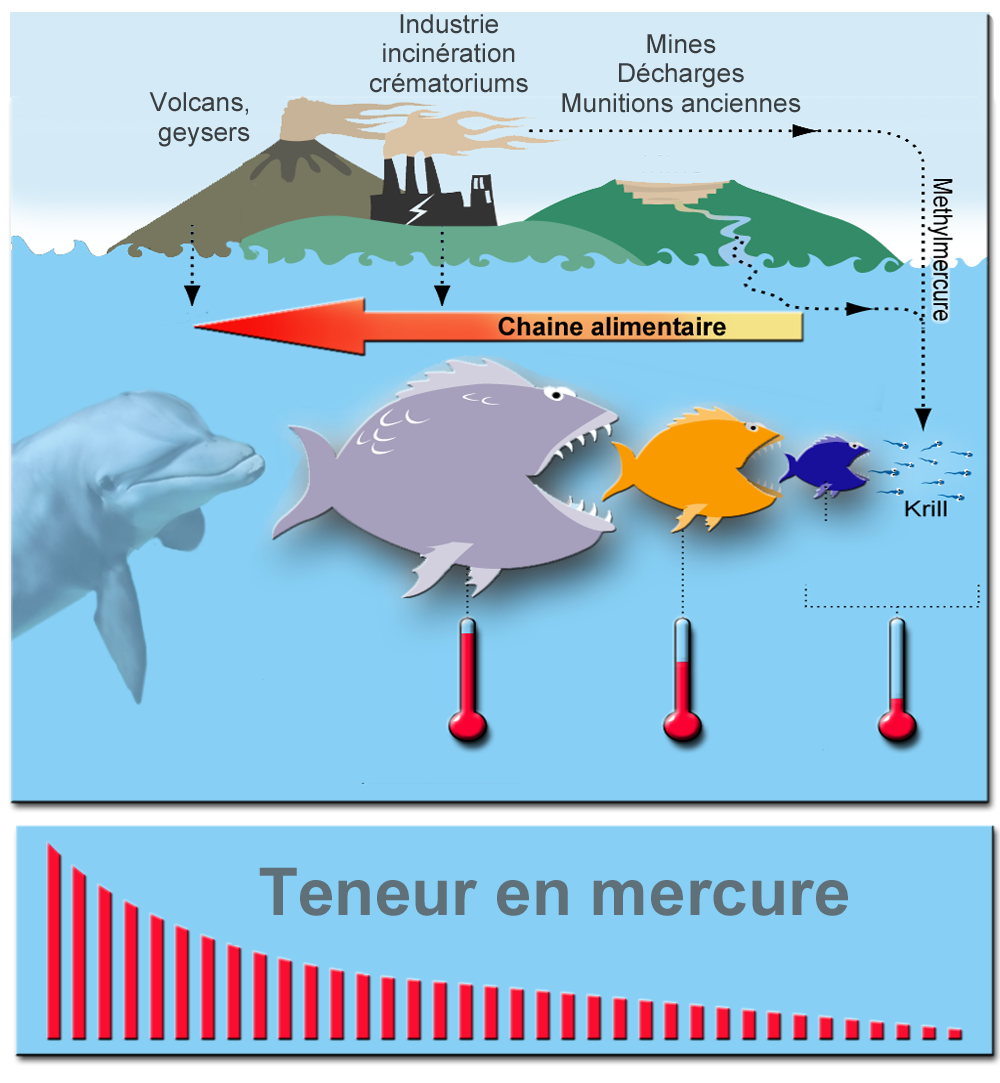
Schéma simplifié de la « cinétique environnementale et biomagnification du mercure ». Le mercure naturel, et celui émis par les centrales électriques au charbon, l'industrie, les mines et l'orpaillage, etc aboutit en mer et dans les sédiments marins où il se transforme en partie en méthylmercure (plus toxique et entrant facilement dans la chaîne alimentaire où il se concentre à chaque étape de cette chaîne). Ceci explique que les grands prédateurs comme les cachalots, orques, requins, espadons, thons ou les vieux brochets, ou des charognards comme le flétan contiennent les taux de mercure les plus élevés.
Le mercure est problématique pour le développement ; c'est pourquoi les limites (ici symbolisées par les thermomètres) visent à protéger les femmes qui pourraient devenir enceintes et les enfants de 12 ans ou moins. Des seuils et recommandations de l'EPA et d'autres autorités existent à ce sujet.
Les cétacés bioconcentrent fortement le mercure méthylé, mais hors quelques exceptions (Japon, Norvège) ils ne sont habituellement plus consommés par l'Homme.

Le mercure est un polluant global. Son budget (sources) commence à être mieux connu, mais on sait par les enregistrements sédimentaires et les analyses isotopiques que les émissions anthropiques ont fortement augmenté depuis le début de l'« Anthropocène ». Les évaluations statistiques quantitatives convergent vers les estimations suivantes :
- Au tout début du XXIe siècle, environ 3 500 tonnes de mercure seraient encore émises annuellement dans l'atmosphère par les activités humaines (dont 50 à 75 % issus de la combustion du charbon)[59] ; De 1 400 tonnes à 2 400 tonnes/an viendraient du volcanisme, des geysers, de l'évaporation naturelle et de la recirculation[60] ;
- d’autres émissions indirectement anthropiques ne sont pas ou mal comptabilisées (évaporation à partir de sols riches en mercure dégradés par les pratiques agricoles ou des aménagements, évaporation ou lessivage à partir de sols dévégétalisés par la déforestation et/ou le pâturage, ou le drainage excessif ou la salinisation, ou à la suite des graves phénomènes d'érosion qui s'ensuivent (ex : Madagascar, Chine)[61] ;
- les émissions liées à l'orpaillage clandestin sont par définition sous-estimées ;
- selon une étude récente[62] (2017) basée sur une évaluation des « facteurs d'émission » de 18 activités humaines depuis 4 000 ans et sur l’Évaluation mondiale du mercure du PNUE[63] et de l'Agence internationale de l'énergie[64] (dont métallurgie du cuivre, du plomb et du zinc ; production d'or et de soude caustique ; combustion du charbon) l’homme aurait injecté environ 1 540 000 tonnes de mercure dans la biosphère lors de ces 4 millénaires (pour les ¾ après 1850) C’est 78 fois les émissions naturelles durant cette période. 
472 gigagrammes (1 Gg = 1 000 tonnes) auraient été directement rejetées dans l'air (336 Gg depuis 1850) alors que 1 070 Gg l’ont été dans les sols et/ou l'eau[62]. 
L’activité la plus polluante a été la production d'argent (31 %), devant la production de mercure elle-même (19 %) et l’industrie chimique (10 %). Depuis quelques années c’est l’orpaillage et la combustion du charbon qui sont la cause dominante)[62]. 
Depuis 1880 les rejets globaux n’ont que peu diminué (ils sont toujours d’environ 8 Gg par an, depuis une baisse après un pic de 10,4 Gg atteint en 1970) mais les régions émettrices changent : de 1850 à 2010, les rejets venaient surtout d’Amérique du Nord (30 %), d’Europe (27 %) et d’Asie (16 %)[62]. Avant cela, 81 % des rejets étaient liés à la production d'argent de l’Amérique espagnole. De 1850 à 2010, 79 % des émissions dans l’air ont directement touché l'hémisphère nord (et 21 % le sud) mais la part du sud augmente depuis 1890 (Asie, Afrique et Amérique du Sud)[62].
Les émissions dans l'air (plus réglementées) ont diminué, mais pendant que les rejets dans le sol et l’eau augmentaient. Le mercure du charbon et des déchets est retrouvé dans les cendres volantes et les refioms. Une partie des cendres volantes s’envolent ou sont dispersées par les pluies. Elles sont de plus en plus recyclées dans le ciment et des briques[62]. 
Environ 84 % des déchets mercuriels solides ont été introduits dans le sol ou l'eau et c'est la production de ce métal qui est la cause principale de rejets dans l'eau et le sol (30 % des rejets totaux) devant la production d'argent (21 %) et l'industrie de la chimie (12 %)[62].

La cinétique environnementale et le cycle biogéochimique du mercure sont encore mal compris, surtout pour le long terme. Pour un métal, parce que volatil, le mercure est très présent dans l'air (4,57 Gg de mercure en 2010, soit le triple du niveau de 1850. Au début des années 2000, on commence à mieux modéliser sa cinétique terre-air-mer. Une étude de 2015 a conclu qu'en 2017[Passage contradictoire] 23 % des dépôts atmosphériques actuels sont d'origine humaine et que 40 % des rejets faits dans l'eau et les sols depuis 4 000 ans ont depuis été séquestrés dans un état stable et plutôt dans l'écosystème terrestre qu'océanique. En 2020, une modélisation a porté sur le rôle des activités humaines dans le cycle du mercure.
Les modèles mondiaux de cycle du mercure et de risque se sont d'abord centrés sur le mercure océanique, que l'on pensait essentiellement venu des dépôts atmosphériques, mais l'origine fluviale s'est ensuite avérée être une source importante de mercure océanique : selon les données disponibles en 2021, les fleuves en reçoivent environ, et ils en apportent environ autant (1000 Mg/an entre 893 et 1224) aux océans côtiers, soit trois fois plus que les dépôts atmosphériques.
De plus, les pointes de haut-débit fluvial, de plus en plus fréquentes dans le contexte du réchauffement climatique, sont aussi des sources nouvelles et disproportionnées d'apports en mercure.
Les océans côtiers comptent pour seulement 0,2 % du volume total de l'océan, mais ils abritent les nourrisseries de poissons et reçoivent 27 % de l'apport externe de mercure à l'océan. Selon une évaluation encore à confirmer, les fleuves, via leurs estuaires, pourraient apporter en mer 350 Mg de mercure (plage interquartile : 52-640) ; ils sont la plus grande source de mercure contaminant les océans côtiers. L'écosystème estuarien (bouchon vaseux notamment) est en outre propice à la méthylation du mercure et à sa bioconcentration dans le réseau trophique,,.
Le mercure pose un problème environnemental global : sa concentration moyenne augmente ou reste présente à des niveaux très préoccupants chez les poissons et mammifères dans tous les océans, alors que la plupart des autres métaux lourds sont en diminution. Sa répartition dans les océans, sur les continents et dans les pays varie : ainsi selon Lehnherr et ses collaborateurs : en 2011, le taux de mercure augmente d'est en ouest en Amérique du Nord. Un phénomène dit de « pluies de mercure » touche l'Arctique depuis quelques décennies, et bien que ces régions semblent peu anthropisées, leurs cours d'eau sont aussi une source de mercure pour l'océan Arctique. Une partie de ce mercure est méthylé et ainsi rendu plus biodisponible dans l'océan Arctique,,. Le permafrost, qui fond avec le réchauffement climatique, libère du mercure qui s'ajoute à d'autres sources anthropiques, sources de risques pour les espèces exposées (ex : constat de détérioration de la santé de la perchaude (Perca flavescens) en zone polluée par le mercure), de risques écotoxicologiques plus généraux et toxicologiques avérés, qui contamine notamment la chaine alimentaire, comme le montrent les analyses de cabillaud de l’Atlantique Gadus morhua et le cabillaud arctique Boreogadus saida ou du pacifique.

### Principales sources d'émissions
85 % de la pollution mercurielle actuelle des lacs et cours d'eau proviendraient des activités humaines (centrales thermiques au charbon, et exploitation ou combustion de gaz ou pétrole,,). Ce mercure provient essentiellement du lessivage de l'air et de sols pollués, et des apports terrigènes en mer ou dans les zones humides.
Les sources seraient, par ordre décroissant d'importance :
1. Le raffinage et la combustion des combustibles fossiles[86],[87], et notamment la combustion du charbon dans les centrales électriques. 
Tous les hydrocarbures fossiles proviennent de cadavres d'organismes qui ont dans le passé bioaccumulé un peu de mercure. On en trouve dans tous les hydrocarbures fossiles, dont le gaz naturel[88]. Ils sont plus ou moins « riches » en mercure, avec des teneurs variant fortement selon leur provenance et selon les filons. Selon la compilation scientifique faite par l'EPA (2001) : certains condensats et pétroles bruts étaient proches de la saturation en Hg0 (1 à 4 ppm). Du mercure en suspension, sous forme ionique et/ou organique a été trouvé dans des pétroles bruts (jusqu'à plus de 5 ppm). Des condensats de gaz extraits en Asie du Sud contenaient de 10 à 800 ppb (en poids) de mercure. La plupart des pétroles bruts raffinés aux États-Unis en contiennent moins de 10 ppb, mais on en a trouvé de 1 à 1000 ppb (en poids), pour une moyenne approchant 5 ppb (en poids)[86]. Les naphtes issues du raffinage en contiennent encore de 5 à 200 ppb[89]. 
L'EPA a évalué en 2001 que la seule production pétrolière annuelle des États-Unis pouvait en émettre jusqu'à 10 000 t environ/an de mercure dans l'environnement[90]). Dans le gaz naturel, le mercure est presque exclusivement sous sa forme élémentaire, et présent à des taux inférieurs à la saturation ce qui laisse penser qu'il n'existe habituellement pas de mercure en phase liquide dans la plupart des réservoirs[90]. On connait cependant au moins un réservoir de gaz (au Texas) où le gaz sort saturé en mercure élémentaire, produisant du mercure liquide élémentaire par condensation, ce qui suggère que - dans ce seul exemple - le gaz est en équilibre avec une phase de mercure liquide présente dans le réservoir même[90]. La teneur en dialkylmercure du gaz naturel est mal connue, mais supposée faible (moins de 1 pour cent du mercure total) sur la base des quelques données de spéciation rapportées par la littérature sur les teneurs en substances indésirables des condensats de gaz[89]. 
Le pétrole brut, ses vapeurs et leurs condensats peuvent contenir plusieurs formes chimiques du mercure, plus ou moins stables[91] et variant dans leurs propriétés chimiques, physiques et toxicologiques. 
Le pétrole brut et les condensats de gaz naturel contiennent notamment - selon l'EPA - « des quantités importantes de composés du mercure en suspension et/ou de mercure adsorbé sur les matières en suspension. Les composés en suspension sont généralement plus souvent HgS mais incluent d'autres espèces de mercure adsorbé sur des silicates et d'autres matières en suspension colloïdales ». Ce mercure en suspension peut constituer une part importante du mercure total des échantillons liquides d'hydrocarbures[90]. Il doit être séparé (filtré) préalablement à toute analyse de spéciation des formes dissoutes[90]. Pour mesurer le mercure total d'un échantillon de pétrole ou gaz brut, il faut le faire avant filtration, centrifugation ou exposition à l'air qui peuvent être sources de pertes (évaporation, adsorption de mercure). Exposé à la chaleur ou au soleil, une partie au moins de ce mercure peut contaminer l'air puis d'autres compartiments de l'environnement.
2. Les activités minières ; celle des anciennes mines d'or[92],[93],[94],[95] (dont l'extraction du mercure, activité relativement discrète, mais aussi l'extraction et le traitement d'autres minerais ou de pétrole, gaz et charbon naturellement contaminés par du mercure). Dans les pays où il est très pratiqué, le mercure perdu par l’orpaillage est de loin la première source dans l’environnement.
3. Les incinérateurs, dont les crématoriums qui incinèrent des plombages dentaires et autrefois certains incinérateurs hospitaliers dans lesquels on pouvait trouver d'importants résidus de mercurochrome ou de thermomètres cassés).
4. L'usage d'autres combustibles fossiles que le charbon, pétrole ou gaz naturel, dont la tourbe ou le bois ayant poussé sur des sols contaminés ou dans une atmosphère contaminée peut en contenir des taux excessifs, libérés lors de la combustion ou de sa transformation (en papier, en aggloméré, en contreplaqué).
5. Certains processus industriels notamment liés à l'industrie du chlore et de la soude caustique[96].
6. Le recyclage des thermomètres, des voitures, des lampes au mercure, etc. qui sont plutôt source de pollutions locales, mais parfois très graves.
7. Séquelles industrielles et séquelles de guerre ; Bien des années après, le mercure industriel[97] et notamment celui issu de la fabrication des munitions (fulminate de mercure utilisés depuis 1805[98] dans des milliards d'amorces de balles, obus, cartouches, mines, etc.) par les militaires, chasseurs ou adeptes du tir, comme celui des sols pollués par les industries, parfois anciennes (chapellerie, miroiteries, cristalleries, ateliers de doreurs..) peuvent encore poser de graves problèmes. Des pollutions chroniques comme celle de Minamata peuvent laisser des séquelles durables socio-économiques, écologiques et humaines.

### Mobilité
Le mercure émis sous forme de vapeur est très mobile dans l’air, et reste pour partie mobile dans le sol et les sédiments. Il l’est plus ou moins selon la température et le type de sol (il l’est moins en présence de complexes argilo-humiques et plus dans les sols acides et lessivables). Ainsi dit-on parfois qu’une simple pile bouton au mercure peut polluer 1 m3 d'un sol européen moyen pour 500 ans, ou 500 m3 pour un an. Les animaux le transportent aussi (bioturbation). Le mercure n’est cependant ni biodégradable ni dégradable. Il restera un polluant tant qu’il sera accessible pour les êtres vivants.
Il est ce qu'on appelle un contaminant transfrontalier, par exemple de nombreux lacs du Québec sont pollués dû au transport de particules de la région Nord Ouest de l’Amérique du Nord tel le sud de l’Ontario ainsi que le nord des États-Unis. La teneur en Hg aurait doublé depuis les 100 dernières années, de ce fait les pêcheurs sportifs de cette province doivent mesurer leur consommation de poisson venant de cette région.

### Pollution de l’air
(novembre 2012).

#### Air extérieur
Nombreux étaient ceux qui pensaient que les pluies diluaient les pollutions et amenaient de l’eau propre régénérant les écosystèmes. On sait maintenant qu’elles lessivent les polluants émis dans l'atmosphère, en particulier les pesticides et les métaux lourds, dont le mercure, qui peuvent agir en synergie. Le mercure, très volatil, pollue le compartiment atmosphérique, lequel est lavé par la pluie et le brouillard qui polluent les eaux superficielles et les sédiments. Il peut ensuite dégazer ou être émis par les incendies et polluer de nouveau l’air.
Des analyses de pluies et de neige par l'Environmental Protection Agency (EPA) et des universités américaines ont montré que de nombreuses régions étaient polluées par le mercure : la teneur en mercure est jusqu’à 65 fois supérieure au seuil défini comme sûr par l'EPA autour de Détroit, 41 fois au-dessus de ce seuil à Chicago, 73 fois à Kenosha (Wisconsin, proche de la frontière avec l'Illinois), et près de 6 fois le seuil pour la teneur moyenne sur six ans à Duluth. Même les pluies les moins polluées dépassent souvent le seuil de sûreté. Les régions moins urbaines sont également parfois touchées : 35 fois le seuil EPA dans le Michigan et 23 fois pour le secteur du Devil’s Lake, dans le Wisconsin.
Dans 12 États de l'est américain (Alabama, Floride, Géorgie, Indiana, Louisiane, Maryland, Mississippi, New York, Caroline du Nord, Caroline du Sud, Pennsylvanie, Texas) à la fin des années 1990 et au début des années 2000, la pluie présentait encore des teneurs en mercure dépassant les seuils acceptables pour l'EPA pour les eaux de surface.
Les États-Unis et la Chine sont particulièrement touchés en raison de l’usage massif du charbon. La Chine est devenue le premier émetteur mondial.

#### Air intérieur
Le mercure des lampes fluocompactes a diminué, passant en quelques années de 12 mg à 4 mg (et souvent à moins de 2 mg en 2011) mais dans le même temps, le nombre de lampe a beaucoup augmenté. En France, bien qu'« aucun accident impliquant le mercure contenu dans les lampes n’a été enregistré par l’Institut de veille sanitaire (InVS) », la diffusion de ces lampes a reposé la question des risques liés aux vapeurs de mercure, en cas de bris, pour l'air intérieur, et via les filières d'élimination ou incinération pour l'air extérieur. Si les lampes étaient évacuées dans les ordures ménagères et incinérées, en considérant qu'une ampoule contient 5 mg de mercure, et qu'il y a en environ 30 millions, 150 kg de mercure seraient rejetés en plus des 6,7 tonnes déjà rejetés dans l'air (en 2007) selon le CITEPA. Or, la réglementation limite le taux de mercure dans les lampes (à 5 mg), mais n'a toujours pas produit de norme pour la teneur en mercure de l'air intérieur ou extérieur, tant pour une exposition de courte durée que pour une exposition à long terme.
On se réfère donc aux valeurs guide de l'OMS (1 µg/m3 de mercure inorganique sous forme de vapeur à ne pas dépasser sur une année). En France, la Commission de la sécurité des consommateurs a demandé en 2011 que le gouvernement définisse des « valeurs maximales d'exposition aux vapeurs de mercure acceptables dans l'air ambiant » et préconise la révision de la directive européenne de 2002 relative à l'utilisation de certaines substances dangereuses dans les équipements électriques et électroniques (2002/95/CE du 27 janvier 2003), ce, afin de « prendre en compte les progrès technologiques réalisés ces dernières années et [d’]abaisser le niveau maximal de teneur en mercure de 5 à moins de 2 mg par lampe ».
Seul le code du travail fixe en France, pour les travailleurs, une teneur maximale tolérée en mercure dans l'air (20 µg/m3 d’air).
L'Europe, tout en considérant le mercure comme très toxique, a omis dans sa directive de 2004, sur l’arsenic, le cadmium, le mercure, le nickel et les HAP dans l'air de préciser une valeur cible pour le mercure dans l’air (alors qu'elle existe pour les autres éléments et que la directive reconnait explicitement le mercure comme substance très dangereuse pour la santé et l'environnement. Pour le mercure, il n'y a pas non plus de valeurs maximales d’exposition à court terme (qui existent pour d'autres neurotoxiques).
Certaines précautions sont préconisées en cas de casse d'une ampoule au mercure : aération prolongée de la pièce, utilisation de gants pour le ramassage des débris et non-utilisation de l'aspirateur (risque de dispersion).

### Pollution de l’eau et des sédiments

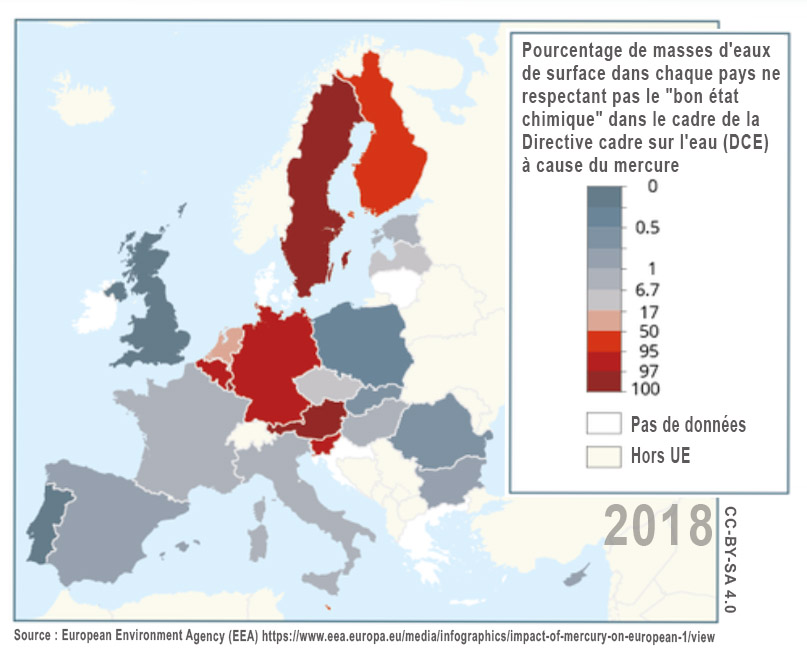
Pourcentage de masses d'eaux de surface dans chaque pays de l'union européenne (UE-22) ne respectant pas le "bon état chimique" dans le cadre de la Directive cadre sur l'eau (DCE) à cause du mercure (en 2018, selon l'Agence européenne de l'environnement).

Il suffit de très peu de mercure pour polluer de vastes étendues d’eau (et les poissons à des niveaux dangereux pour la consommation humaine).
- Selon un article de 1991[106], une centrale thermique classique de 100 mégawatts émet environ 25 livres (environ 11,4 kg) de mercure par an, ce qui semble peu.
- Or, 0,02 livre (environ 9 grammes) de mercure (1/70e de cuillère à café) suffit à polluer 25 acres d’étang dans lequel la chaîne alimentaire va reconcentrer le mercure au point que les taux de mercure dans les poissons dépasseront les seuils considérés comme « sûrs »[réf. souhaitée] pour la consommation.

Un cas de pollution importante par le mercure se rencontre près de Bergen, en Norvège. Le 9 février 1945, le U-864, un sous-marin allemand de type U-Boot, a été coulé près de l'île de Fedje. Outre son armement conventionnel (torpilles, grenades et autres munitions), le sous-marin contenait 65 tonnes de mercure réparties dans 1 875 flasques d'acier, destinées à soutenir l'effort de guerre du Japon. Depuis 1945, les bouteilles d'acier résistent très mal aux effets conjugués du temps et de l'eau de mer, et ont commencé à suinter puis à relâcher leur contenu dans les sédiments, et contaminer aussi les poissons. L'épave n'a été découverte que le 22 février 2003, et depuis lors, la pêche est interdite dans une zone de 30 000 m2. Diverses études et projets ont été menés par l'administration côtière norvégienne (Kystverket), mais la dépollution de l'épave et du site, n'a toujours pas commencé, à la fin 2015.

#### Contamination des organismes et des écosystèmes
Le mercure étant très volatil, il passe dans l'air et contamine les pluies et peut se retrouver dans la neige et les eaux nivéales (de fonte de neige) puis des lacs de montagne.
Les sédiments : ils finissent par recueillir la part du mercure qui n'a pas été ré-évaporée ou absorbée par les plantes ou stockée (plus ou moins durablement) dans le sol. Là, des bactéries peuvent méthyler le mercure et le rendre très bio-assimilable, notamment pour les poissons et crustacés ou les oiseaux aquatiques. Les plantes et animaux contaminés contaminent à leur tour la chaine alimentaire).
En mer les poissons piscivores et vivant vieux sont les plus touchés (thons, espadons... en particulier) ; Ils sont presque systématiquement au-dessus des normes quand ils sont adultes. En 2024, des analyses financées par les ONG Bloom et Foodwatch montrent que toutes les 148 boîtes de thon en conserve achetées dans cinq pays européens (dont la France), sont contaminées et que plus de la moitié dépassent les seuils fixés pour les poissons (0,3 mg/kg de chair), hormis pour le thon, le requin et l'Espadon qui bénéficient de dérogation pour pouvoir continuer à être mis sur le marché). La dose hebdomadaire tolérable (DHT) de mercure (1,3 µg ) de méthylmercure par kg de poids corporel est dépassée pour un enfant de 3 ou 4 ans s'il mange 100 gr de thon contenant 2,7 mg/kg (taux atteint ou dépassé par a plupart des conserves analysées), soit  12,5 fois la dose plus de 12 fois la DHT, alors qu'un adulte (67 kg) la dépassera de 2,9 fois. Ces ONG parlent de scandale sanitaire et alertent sur le fait qu'une boite de thon de la marque Petit Navire contenait 3,9 mg/kg de mercure, ce qui implique que 15 gr de ce poisson mangés par un enfant de 40 kg (ou 30 gr pour un adulte) suffisent à dépasser la DHT, alerte l’association.
De nombreux poissons des grands fonds sont aussi contaminés (Sabre, Grenadier, Empereur…), à des taux très variés selon leur âge (certains vivent jusqu'à 130 ans) et leur provenance.
Oiseaux marins prédateurs et cétacés sont également victimes d'une bioaccumulation du mercure dans le réseau trophique. À titre d'exemple, en mer du Nord, au début des années 1990, les taux moyens de mercure dans le foie et les muscles de quelques oiseaux marins de mer du Nord étaient de 8,5 µg/g dans le foie chez le Guillemot de Troïl (pour 3,4 µg/g dans le muscle), 5,6 µg/g chez la Mouette tridactyle pour 1,9 µg/g dans le muscle, 2,6 µg/g chez la mouette rieuse pour 0,9 µg/g dans le muscle et 9,5 µg/g chez la Macreuse noire pour 2,1 µg/g dans le muscle), en µg/g de poids sec. Chez le marsouin (Phocoena phocoena de cette même région, le taux moyen de mercure était de 65,2 µg/g dans les foies, de 4,1 µg/g dans les muscles et de 7,7 µg/g dans les reins (en poids sec). Ce sont des taux très élevés, et on a mesuré dans ce lot des « records » de 17,5 µg/g de poids sec chez la mouette tridactyle et de 456 µg/g de poids sec chez le marsouin. Les deux principaux facteurs de risques semblaient être l'habitat et le régime alimentaire.
On a constaté que le taux de mercure augmente avec l'âge chez les marsouins, mais que la proportion de méthylmercure diminue avec l'âge au profit du mercure lié à du sélénium, ce qui laisse supposer l'existence d'un processus de détoxification chez ce mammifère (peut être dans le lysosome des cellules du foie).
Pour ces raisons, 44 états américains ont établi des limites de consommation des produits de la pêche dans plusieurs milliers de lacs et de rivières. Les populations autochtones sont particulièrement visées par ces mesures.
Dans les sols : dans les sols pollués, ou quand ils poussent sur du bois contaminé en décomposition, le mercure est notamment bioaccumulé par les champignons. Par exemple, la vesse de loup géante (Calvatia gigantea), comestible quand elle est encore à chair blanche, bio-accumule fortement le mercure et un peu le méthylmercure), avec des teneurs atteignant déjà 19,7 ppm (en poids sec) sur un sol a priori non pollué. Sur terre, certaines plantes, les lichens et champignons peuvent en accumuler des quantités importantes
- Chez les agarics croissant sur un sol non pollué, on peut trouver 20 à 50 fois plus de méthylmercure et mercure que dans le sol environnant tant ils ont accumulé ces deux contaminants[112] ;
- Une étude faite par Didier Michelot (CNRS) en France à partir de 3 000 mesures de 15 métaux chez 120 spécimens de champignons de diverses espèces a détecté quatre espèces particulièrement accumulatrices :
  - Suillus variegatus (Boletus) (94 ppm),
  - Agaricus aestivalis (87,4 ppm),
  - Agaricus arvensis (84,1 ppm),
  - Pleurotus eryngii (82 ppm).

Dans quelques pays et à plusieurs reprises, des publications officielles ont averti les individus de la possibilité d'empoisonnement provoqué par les métaux lourds dans les champignons, notamment prélevés dans la nature.

#### Santé reproductive
Les espèces qui sont en haut de la chaîne alimentaire sont les plus concernées, outre les poissons, requins, cachalots, phoques, épaulards, etc., dans les milieux continentaux, la loutre, le vison, le huard, la sterne, les limicoles, les canards, etc., peuvent aussi être très touchés. Humains, du fait de sa position dans la chaîne alimentaire, fait partie des espèces touchées.
Ampleur du phénomène chez humains:
Selon les CDC américains (Centers for Disease Control and Prevention) ;
- Une femme en âge de procréer sur douze a un taux de mercure dans le sang assez élevé pour mettre en danger le développement neurologique du fœtus.
- Plus de 320 000 bébés nés annuellement courent ainsi le risque de développer des malformations.

Santé : le mercure est présent dans les vaccins sous le principe actif Thiomersal depuis 1930.

### Contrôle, statut, évolution de la législation
À l'échelle mondiale, le Programme des Nations unies pour l'environnement a mis en place un « Plan mercure ».
Le 19 janvier 2013, après une semaine de négociation, 140 États ont adopté à Genève la convention de Minamata qui vise la réduction des émissions de mercure au niveau mondial. Cette convention a été signée le 10 octobre 2013, par les représentants des 140 États à Minamata au Japon, en hommage aux habitants de cette ville, touchés durant des décennies par une très grave contamination au mercure, on y parle même de la Maladie de Minamata. Cette convention doit désormais être ratifiée par 50 États, pour entrer en vigueur. La convention prévoit l'interdiction du mercure d'ici 2020 dans les thermomètres, instruments de mesure de la tension, batteries, interrupteurs, crèmes et lotions cosmétiques et certains types de lampes fluorescentes. Elle règle également la question du stockage et du traitement des déchets. Des ONG de défense de l'environnement regrettent néanmoins que cette convention ne touche pas les petites mines d'or et les centrales électriques au charbon. Certains vaccins et les amalgames dentaires, ne sont également pas touchés par cette convention. Achim Steiner, secrétaire général adjoint de l'ONU, chargé du Programme des Nations unies pour l'environnement a souligné, qu'il est assez « incroyable comme le mercure est répandu. Nous laissons là un terrible héritage » qui affecte « les Inuits du Canada comme les travailleurs des petites mines d'or en Afrique du Sud ».

#### Aux États-Unis
Le Michigan, l'Ohio, l'Indiana ont institué des réglementations (par état) sur la consommation de poisson.
Le Wisconsin et le Minnesota ont pris des arrêtés interdisant ou limitant la consommation sur des centaines de lacs.
L'Environmental Protection Agency met à jour régulièrement des conseils aux femmes enceintes, enfants et personnes fragiles, recommandant notamment de limiter la consommation de certains poissons (thon, espadon en particulier) et fruits de mer.

#### Au Canada
Le Canada recommande également de limiter la consommation de certains poissons marins et poissons des grands lacs.

#### En Europe
Le mercure est limité ou interdit pour certains usages.
Il fait partie des métaux devant être contrôlé dans l'eau potable et l'alimentation.
L'Union européenne s'est dotée en 2005 d'une « stratégie communautaire sur le mercure », en 6 objectifs déclinés en actions spécifiques, à la suite d'un rapport de 2003 sur « les risques pour la santé et l'environnement en relation avec l’utilisation du mercure dans les produits », et à un rapport de la Commission au Conseil, du 6 septembre 2002, concernant le mercure issu de l'industrie du chlore et de la soude après une directive (22 mars 1982) sur le mercure du secteur de l'électrolyse des chlorures alcalins. La Commission européenne a confié à la France la rédaction d’un argumentaire en vue d'éventuellement réviser la classification du Mercure dans le cadre de la directive 67/548/CEE (sur la classification, l’emballage et l’étiquetage des substances dangereuses). L’AFSSET a restreint l’étude à la seule classification CMR (Cancérigène, Mutagène, Reprotoxique), pouvant se traduire par une interdiction de vente du mercure en Europe pour un usage grand public et une surveillance accrue en milieu professionnel. L'avis de l'AFSSET a été soumis aux responsables de la classification et d’étiquetage pour l'Europe en novembre 2005 qui ont demandé plus de détails sur la toxicologie du mercure et son caractère cancérogenèse et mutagène (travail fait par l’INRS et l’INERIS). La procédure devrait aboutir à une modification du statut du mercure.
Le 1er juillet 2006, la directive RoHS limite son usage dans certains produits commercialisés en Europe ; usage limité à 0,1 % du poids de matériau homogène (cette directive pourra être élargie à d'autres produits et à d'autres toxiques).
En juin 2007, le Parlement à Strasbourg a voté un règlement interdisant l'exportation et l'importation de mercure et réglementant les conditions de stockage.
Mi-2007 les députés ont voté pour l'interdiction des thermomètres au mercure non-électriques (les matériels électriques et contenant du mercure étaient déjà couverts par une directive) et d'autres instruments de mesure d'usage courant contenant du mercure, sans amendement à la position commune du Conseil, c’est-à-dire sans accepter la demande du PE d'une « dérogation permanente pour les fabricants de baromètres », mais acceptant « une exemption de deux ans ». (La pile au mercure reste autorisée dans le thermomètre) ;
Le parlement estime que 80 à 90 % du mercure des outils de mesure et contrôle est présent dans les thermomètres médicaux et domestique (importés pour les 3/4 d'Extrême-Orient souvent), et que les produits de substitution existent et sont même moins chers pour le particulier. Les instruments plus techniques ou scientifiques (manomètres, baromètres, le sphygmomanomètres, ou thermomètres non médicaux) sont eux fabriqués en Europe et leurs substituts peuvent être plus chers. Quelques dérogations sont prévues à la demande du parlement alors que le conseil envisageait une interdiction totale. Elles concernent les antiquités (thermomètres anciens au mercure) et le domaine médical (ex sphygmomanomètres à mercure, qui mesurent le mieux la tension artérielle). L’interdiction, non rétroactive ne touchera que les instruments neufs, la revente autorisée de matériels existant rendra les fraudes plus difficiles à contrôler, d’autant que les instruments vieux de plus de 50 ans, considérés comme des antiquités pourront encore être importés contenant du mercure.
Chaque État membre doit traduire la directive dans son droit national dans un délai d'un an à partir de son entrée en vigueur, et son application effective ne doit pas prendre plus de 18 mois à partir de la transposition (sauf pour les baromètres, pour lesquels le délai est porté à 24 mois) ;
Fin 2007, la Commission européenne envisage de bannir le mercure de toute préparation à usage thérapeutique. Elle doit aussi statuer sur l'avenir du mercure en dentisterie (incorporé à 50 % dans les plombages ou amalgames dentaires).
Depuis le 1er janvier 2008, la Norvège, qui ne fait pas partie de l'Union Européenne, a interdit l'utilisation du mercure pour toutes applications.
Mi-janvier 2008, un comité scientifique européen, mandaté par la Communauté et composé pour moitié de dentistes, publie un rapport déclarant que l'amalgame dentaire est un matériau sain, dépourvu de tout risque sur la santé humaine. Le document n'est édité qu'en anglais.
Le 22 février 2008 ; Selon la Commission, l'UE, le « plus grand exportateur de mercure au monde, doit montrer la voie à suivre dans la réduction de l'utilisation de ce métal». Pour cela, la commission a proposé d'interdire toute exportations européenne de mercure, ceci après une vaste consultation. L'UE étudie des solutions pour gérer les « énormes surplus » (12 000 tonnes) attendus d'ici 2020 par l'abandon progressif du mercure par l’industrie du chlore et de la soude. Le stockage dans d'anciennes mines de sel spécialement adaptées est notamment à l'étude.
Le 26 février 2008 le JOUE publie une Position commune du conseil (CE) no 1/2008 du 20 décembre 2007 en vue de l'adoption d'un règlement (sur l'interdiction des exportations de mercure métallique et le stockage en toute sécurité du mercure).

#### En France
La Direction générale de l'alimentation a publié une Évolution des recommandations de consommation en 2008 mais ne dispose pas d'un plan de surveillance des contaminants comme le mercure.
Un cas particulier est celui des impacts de l'orpaillage en Guyane pour lequel la quantité de mercure illégalement utilisée et dispersée dans l'environnement est mal connue.
En 2017, le règlement européen relatif au mercure intégrant l'union européenne dans la Convention de Minamata (du 10 octobre 2013) est traduit dans le droit français. Il doit combler les lacunes réglementaires de l'UE en fixant « les mesures et conditions applicables à l'utilisation, au stockage et au commerce du mercure, des composés du mercure et des mélanges à base de mercure, et à la fabrication, à l'utilisation et au commerce des produits contenant du mercure ajouté ainsi qu'à la gestion des déchets de mercure afin de garantir un niveau élevé de protection de la santé humaine et de l'environnement contre les émissions et rejets anthropiques de mercure et de composés du mercure ». Les lacunes identifiées sont au nombre de six :
1. les importations de mercure métallique,
2. les exportations de produits contenant du mercure ajouté,
3. les utilisations existantes du mercure dans les procédés industriels,
4. les nouvelles utilisations du mercure dans les produits et procédés,
5. l'extraction minière artisanale et à petite échelle d'or,
6. l'utilisation d'amalgames dentaires (principale utilisation du mercure subsistant dans l'Union en 2017 ; il devient interdit d'utiliser des amalgames dentaires pour les populations vulnérables (femmes enceintes ou allaitantes, enfants de moins de 15 ans). Il devient obligatoire d'utiliser des amalgames prédosés encapsulés afin de réduire les émissions et l'exposition dans les établissements de soins dentaires, et d'équiper les cliniques dentaires de séparateurs d'amalgames afin d'éviter le rejet des déchets d'amalgames dans les égouts et dans les masses d'eau. Avant juin 2020 la Commission fera rapport au Parlement européen et au Conseil sur la faisabilité d'un abandon des amalgames dentaires d'ici à 2030.

### Gestion du risque
Les caractères physiques et chimiques du mercure ont influencé leur présence dans plusieurs produits de consommation, par exemple les thermomètres, les manomètres, l’amalgame dentaire, les lampes fluorescentes et autres. Ce sont des sources émettrices qui ajoutent à l’environnement.
Les solutions évoquées impliquent des interventions à différents niveaux. On peut limiter la diffusion du mercure dans l'environnement par les mesures suivantes :
- La réduction à la source du mercure, voire son interdiction pour les usages non essentiels et là où une alternative moins toxique existe ;
- Un meilleur recyclage des objets, piles et accumulateurs en contenant ;
- Le contrôle de la teneur en mercure du charbon destiné à la combustion, et l'utilisation de procédés visant à traiter les gaz avant leur relâchement dans l'atmosphère ;
- L'utilisation de procédés industriels sans mercure, en particulier dans le secteur minier.

Les piles bâton au mercure sont pour partie remplacées par d’autres. Les piles bouton sont obligatoirement récupérées et recyclées.
On peut aussi réduire l'exposition humaine au méthylmercure par les mesures suivantes :
- Des conseils alimentaires, notamment pour les personnes à risque et surtout pour les femmes enceintes (éviter le thon, merlin, espadon…) ;
- Une surveillance de la teneur en mercure des poissons dans les lacs où se pratique la pêche sportive, et l'émission d'avis aux pêcheurs.

### Décontamination
Il faut entre autres relever le défi du traitement de la pluie, tel que conclut un rapport et une campagne de sensibilisation aux États-Unis dont les auteurs et la NWF invitent les industriels et les gestionnaires d'incinérateurs à fortement réduire leurs émissions de mercure. Ils incitent aussi les citoyens à économiser l’énergie pour limiter les émissions de mercure à partir des combustibles, et à ne plus acheter de piles ou produits contenant du mercure, ou s'ils les achètent, à s’en débarrasser correctement.
La campagne invite également le gouvernement fédéral et les États à surveiller plus étroitement les niveaux de mercure dans les précipitations… Avec des scientifiques des Universités du Michigan du Minnesota, la NWF annonce qu’elle fera elle-même ses prélèvements et analyses de la pluie si les autorités responsables ne le font pas. Les premières villes visées pour une surveillance particulière étaient Chicago, Cleveland, Détroit, Duluth, et Gary (Indiana). Encore sur la question de l'eau de pluie, plus précisément pour les systèmes de récupération des eaux pluviales pour la consommation, l'arrosage des légumes ou la consommation des animaux, il a été suggéré de tamponner l’acidité de la pluie et de la filtrer sur charbon actif. Ce charbon devrait ensuite être brûlé dans des incinérateurs équipés de filtres appropriés.
Une étude récente basée sur le suivi de l'alimentation de femmes d'un village amazonien (sur les berges de la rivière Tapajós, durant un an) laisse penser que la consommation de fruits diminue l'absorption du mercure par l'organisme. Reste à savoir si ce phénomène est lié à un fruit particulier disponible localement, ou aux fruits en général.
On a dressé avec succès des chiens pour repérer des gouttes de mercure par exemple piégées dans la moquette ou dans les fentes d'un plancher, des instruments contaminés, des puits, des égouts de manière à les récupérer avant qu'elles ne s'évaporent et après les avoir amalgamé avec un autre métal (poudre à base de zinc par exemple). En Suède, 1,3 t de mercure ont ainsi été collectées après avoir été détectées par deux labradors "renifleurs" de mercure, dans les 1 000 écoles ayant participé au projet "Mercurius 98". Aux États-Unis, un chien dressé à détecter l'odeur de la vapeur de mercure a ainsi permis de récupérer 2 t de mercure dans les écoles du Minnesota. Des chercheurs envisagent aussi de génétiquement modifier des plantes pour augmenter les rendements de phytoremédiation.

### Méthode analytique
La méthode d’analyse du mercure le plus courant est la spectroscopie d'absorption atomique. C’est une bonne technique pour le dosage des eaux telle l’eau potable, l’eau de surface, les eaux souterraines et les eaux usées. La concentration du mercure dans l’eau est mesurée pour différentes raisons, entre autres : les réglementations sur l’eau potable, le contrôle des réseaux d’égouts municipaux, la réglementation sur les matières dangereuses et loi sur la protection des sols et de réhabilitation des terrains contaminés. La préparation de l’échantillon pour le dosage est séparable en deux étapes : en premier lieu, on oxyde toutes les formes de l’Hg au travers d’une digestion acide En second lieu, les ions sont réduits en Hg élémentaire qui est volatil. L’échantillon gazeux est dirigé vers la cellule du spectromètre atomique.
La présence de mercure dans l’eau se retrouve dans les poissons et dans les sédiments sous sa forme organique, à cause de son affinité pour les lipides des tissus gras des organismes vivants et par précipitation pour les sédiments marins contenant aussi ce contaminant. L’analyse de sédiments marins est tout aussi utile pour connaître l'âge d'une pollution au mercure et ainsi retracer les pollutions industrielles ou naturelles passées.
En cas d'échantillons solides, une méthode analytique semblable peut être utilisée pour déterminer le métal trace. Les échantillons solides sont d'abord traités thermiquement (combustion) dans un four fermé où la température est contrôlée et en présence d’oxygène. Les gaz ainsi créés sont ensuite dirigés dans un tube catalytique à haute température afin de réduire les organo-mercures en mercure. Le mercure ainsi généré par la combustion ou traité par le tube catalytique est amalgamé grâce à un support ayant de l'or. Cet amalgame est ensuite chauffé brutalement (autour de 950 °C) afin de relarguer le mercure en « paquet ». Le mercure est ensuite mesuré en spectroscopie d'absorption atomique en vapeur froide à 253,95 nm et quantifié par comparaison à un standard international (appelé MRC (Matériaux de Référence Certifié) ou CRM (Certified Reference Material)). Elle est appelée ainsi car la température de mesure est « relativement froide » (autour de 115 °C) au regard de l'absorption atomique classique qui utilise soit une flamme soit un four graphite.
Les avantages de cette technique permettent d'éviter les préparations des échantillons qui utilisent souvent des acides ou d'autres produits chimiques. L'échantillon est simplement pesé et analysé ce qui procure aussi un gain de temps. Elles permettent aussi d'avoir un taux de récupération autour de 100 % et enfin de réduire les limites de quantification par réitération de l'amalgamation avant mesure. Ainsi, dans certaines conditions (salle blanche, amalgamation), ces limites de quantifications peuvent descendre à 0,005 ng de mercure pour 1 g d'échantillon soit 0,005 ppb ou 5 ppt. La limite de quantification dans des conditions normales (1 analyse simple), par cette technique, reste cependant autour de 0,5 ppb (0,5 µg/kg) ou 500 ppt. Les limites de détection se mesurent en absolu et peuvent atteindre 0,003 ng absolu de mercure.
Dans le cadre de la spectroscopie d'absorption atomique, la lampe à cathode creuse est réglée à 253,7 nm étant la longueur d'onde d'absorbance pour Hg, l’absorbance mesurée est comparée avec les absorbances de solutions étalons préparées. Le domaine d’étalonnage est entre 0,1 µg/L et 1,5 µg/L. Il existe une limite de quantification de 0,12 µg/L découlant d’une limite de détection d’environ 0,04 µg/L. Le taux de récupération de cette méthode est de 101 % depuis la matrice de l’eau, 97,2 % pour les milieux biologiques et 90,1 % pour les sédiments selon les analyses du Centre d’Expertise en Analyse Environnementale du Québec.

## Histoire
Connu depuis l'Antiquité, les alchimistes puis le corps médical du XVIe au XIXe siècle le désignaient par le nom « vif-argent » et le représentaient grâce au symbole de la planète Mercure, d'où son nom actuel.
Ce métal a de tout temps été massivement extrait, raffiné et utilisé. En dépit de sa haute toxicité, autrefois négligée, il a eu de nombreuses utilisations :
- il a été utilisé pour produire de nombreux remèdes, simples ou composés, plus ou moins communément employés (« mercure courant, coulant ou crud ; le mercure uni plus ou moins intimement au soufre ; savoir, le cinabre & l'éthiops minéral, plusieurs sels neutres ou liqueurs salines, dont le mercure est la base ; savoir, le sublimé corrosif, le sublimé doux & mercure doux, ou aquila alba ; le calomelas des Anglois, la panacée mercurielle, le précipité blanc & l'eau phagédénique, la dissolution de mercure & le précipité rouge, le turbith minéral ou précipité jaune, & le précipité verd. Toutes ces substances doivent être regardées comme simples en Pharmacie, voyez Simple, Pharmacie. Les compositions pharmaceutiques mercurielles les plus usitées, dont les remèdes mercuriels sont l'ingrédient principal ou la base, sont les pilules mercurielles de [p. 375] la pharmacopée de Paris ; les pilules de Belloste, les dragées de Keyser, le sucre vermifuge & l'oprate mésentérique de la pharmacopée de Paris, la pommade mercurielle, onguent néapolitain ou onguent à frictions, l'onguent gris, l'onguent mercuriel pour la gale, les trochisques escharotiques, les trochisques de minium, l'emplâtre de vigo, &c »)[137] ;
- le mercure fut utilisé probablement dès 2700 avant notre ère pour amalgamer l'or, l'argent ou d'autres métaux. La plupart des chercheurs d'or utilisent encore du mercure pour amalgamer les paillettes ou poussières d'or. L'amalgame obtenu est ensuite chauffé vers 400 à 500 °C, ce qui conduit à l'évaporation du mercure. Cette vapeur de mercure peut être distillée, c’est-à-dire condensée et récupérée après son évaporation lors de son passage dans un simple serpentin refroidi, mais c'est rarement le cas lors de l'orpaillage artisanal. Il concernerait au moins 10 % de la production mondiale d'or, mais sur l'essentiel du territoire prospecté en termes de surface. Il pose de très graves problèmes de pollution, notamment des rivières et des écosystèmes qu'elles irriguent en Amazonie ainsi qu'en Birmanie entre autres. Les populations qui consomment beaucoup de poissons, et en particulier les personnes les plus âgées sont particulièrement concernées (ex : Amérindiens Wayana en Amazonie) ;
- en miroiterie, on a employé le mercure dans l'étamage des glaces. La feuille de verre était étamée (ou mise au tain) sur son dessous, c'est-à-dire couverte d'une feuille d'étain préparée et dissoute en partie par le mercure. Celui-ci servait à dissoudre en partie la feuille d'étain, et l'aidait à son parfait contact avec le poli de la glace. Le tain était un amalgame de plomb, d’étain et de bismuth réduit en feuilles[138]. On a aussi utilisé le mercure et d'étain sous forme d'amalgame[réf. nécessaire] ;
- du fait de la densité élevée de ce métal, Torricelli utilisa du mercure pour la création de son baromètre en 1643 ;
- grâce à son coefficient de dilatation thermique élevé, le mercure fut, dès le XVIIe siècle, utilisé pour la fabrication des thermomètres. Cela pose d'ailleurs des problèmes de santé publique : cf. Thermomètre et tensiomètre à mercure ;
- l'amalgame de mercure et d'or est utilisé dans l'artisanat d'art pour réaliser la dorure de différents objets, notamment les bronzes ;
- l'Anglais Howard fut le premier à utiliser, en 1799, le fulminate de mercure (Hg(ONC)2) comme détonateur. Cet usage a perduré jusqu'à récemment ;
- l'alchimiste du XVIe siècle Paracelse élabora un remède contre la syphilis à base de mercure ;
- dans le calendrier républicain, Mercure était le nom donné au 29e jour du mois de nivôse[139] ;
- il existe une fontaine fonctionnant au mercure, due au sculpteur américain Alexandre Calder qui l'a créé en 1937[140].